# Peter Joseph Lenné

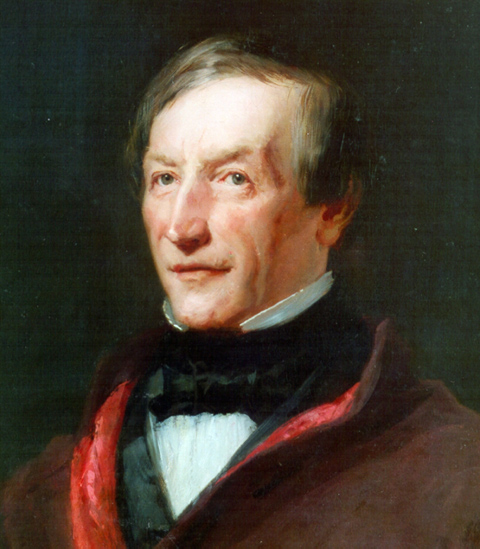
Peter Joseph Lenné

Peter Joseph Lenné (ur. 29 września 1789 w Bonn, zm. 23 stycznia 1866 w Poczdamie) – pruski ogrodnik i architekt krajobrazu doby klasycyzmu. Jego ojciec, nadworny ogrodnik Peter Joseph Le Neu, był z pochodzenia Francuzem, natomiast matka, małżonka Le Neu, Anna Catharina Potgieter, zamieszkałą w Prusach Niemką. Młodszy Peter Joseph dopiero w późniejszym czasie zmienił swe nazwisko z Le Neu na Lenné.

## Początki kariery

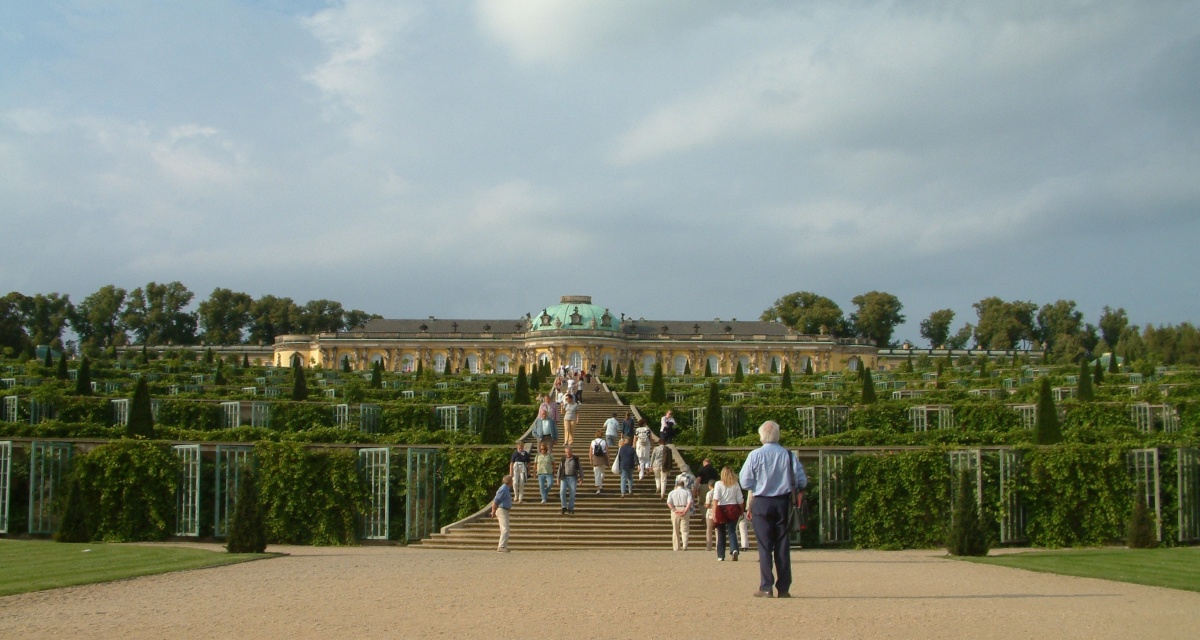
Sanssouci (Poczdam)

Po zdaniu matury młody Lenné postanowił poświęcić się pracy w ogrodach. Praktykę zawodową jako ogrodnik rozpoczął w 1808 pod kierunkiem swego wuja Josefa Clemensa Weyhe, nadwornego ogrodnika w Brühl.
W latach 1809–1812 Lenné odbył szereg sfinansowanych przez ojca podróży, podczas których zwiedził południowe Niemcy, Francję oraz Szwajcarię. W 1811 spotkał w Paryżu Gabriela Thouin, najwybitniejszego w ówczesnej Europie architekta krajobrazu. To właśnie te doświadczenia uczyniły go z czasem mistrzem krajobrazu. Podczas innej spośród swych podróży Lenné zawarł znajomość z projektantem ogrodów angielskich w Monachium, architektem krajobrazu Friedrichem von Sckellem, który również wywarł znaczący wpływ na jego późniejsze dokonania.
W 1812 udał się wraz ze swym ojcem do Koblencji, gdzie Le Neu został mianowany dyrektorem ogrodów przez prefekta Jules’a Doazana. W tym samym roku sam Lenné podjął pracę w pałacu Schönbrunn w Wiedniu, gdzie pozostał do 1815, po czym powrócił do Koblencji. Tam też na zamówienie zajmował się prywatnymi ogrodami. W 1816 za radą pruskiego urzędnika leśnego Georga Ludwiga Hartiga i generała grafa von Hacke udał się do Poczdamu, gdzie objął funkcję zastępcy dyrektora ogrodów dworskich pałacu Sanssouci.

## Klein Glienicke

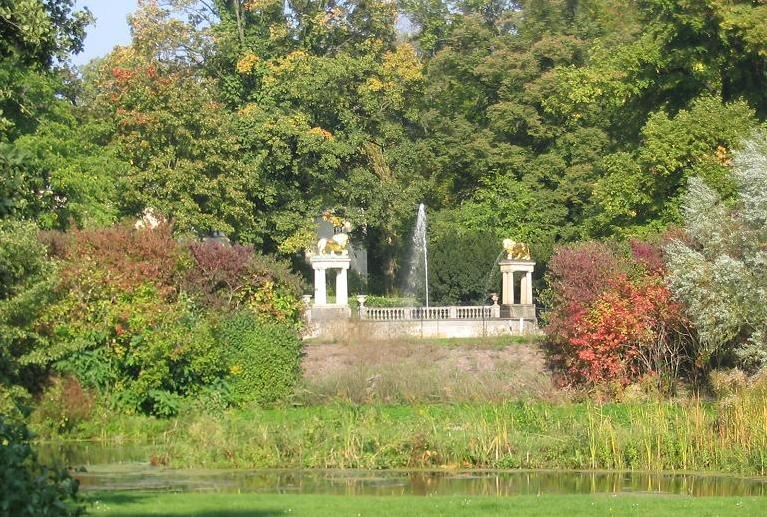
Klein Glienicke

Pracując w Sanssouci, wiosną 1816 otrzymał zlecenie przekształcenia ogrodów wiejskiej rezydencji pruskiego kanclerza Karla Augusta von Hardenberga w Klein Glienicke. Praca nad ogrodami Glienicke (późniejszej rezydencji pruskiego księcia Karola) położyła podwaliny pod projekty Lennégo na terenach wokół Poczdamu i pociągnęła za sobą – przy bliskiej współpracy z architektami Karlem Friedrichem Schinklem, Ludwigiem Persiusem i Ferdinandem von Arnimem – przebudowę takich miejsc jak Böttcherbergi przeciwległego parku Babelsberg, który to został ukończony przez księcia Hermanna von Pückler-Muskau. Charakterystyczną cechą prac Lennégo jest ich specyficzna stylistyka, którą zastosował zarówno w ogrodach Sanssouci jak również w innych projektach. Wiele prac Lennégo na terenach od Pawiej Wyspy (niem. Pfaueninsel) do Werder (Havel) zalicza się do berlińsko-poczdamskiego krajobrazu kulturowego – pałaców i zespołów parkowych w Poczdamie i Berlinie wpisanych w latach 90. na listę światowego dziedzictwa kulturalnego i przyrodniczego UNESCO.
Dokonania ogrodnicze Lennégo znalazły odzwierciedlenie w jego dalszej karierze. W 1818 został członkiem Dyrekcji Ogrodów Królewskich, zaś w 1822 dyrektorem Ogrodów. W tym samym roku Lenné został członkiem założycielem Pruskiego Towarzystwa Promocji Ogrodnictwa. Przyjął także funkcję zarządcy Wydziału Uprawy Sadów Jabłkowych, a następnie Wydziału Parków.
Również w 1822 na zlecenie króla pruskiego Fryderyka Wilhelma III Lenné stworzył projekt zagospodarowania przestrzennego parku Zwierzyniec w Złotowie oraz tamtejszego (będącego wówczas jego częścią) parku pałacowego. Miejsce to, stanowiące niezwykle cenny pod względem przyrodniczym kompleks leśny, pełniło wówczas funkcje królewskich terenów myśliwskich.
W 1823 założona została Akademia Ogrodnicza w Schöneberg i Poczdamie, znajdująca się pod jego kierownictwem. Od samego początku istnienia uczelni wykładano tu architekturę krajobrazu w sposób ściśle naukowy.

## Dyrektor generalny Ogrodów Pruskich

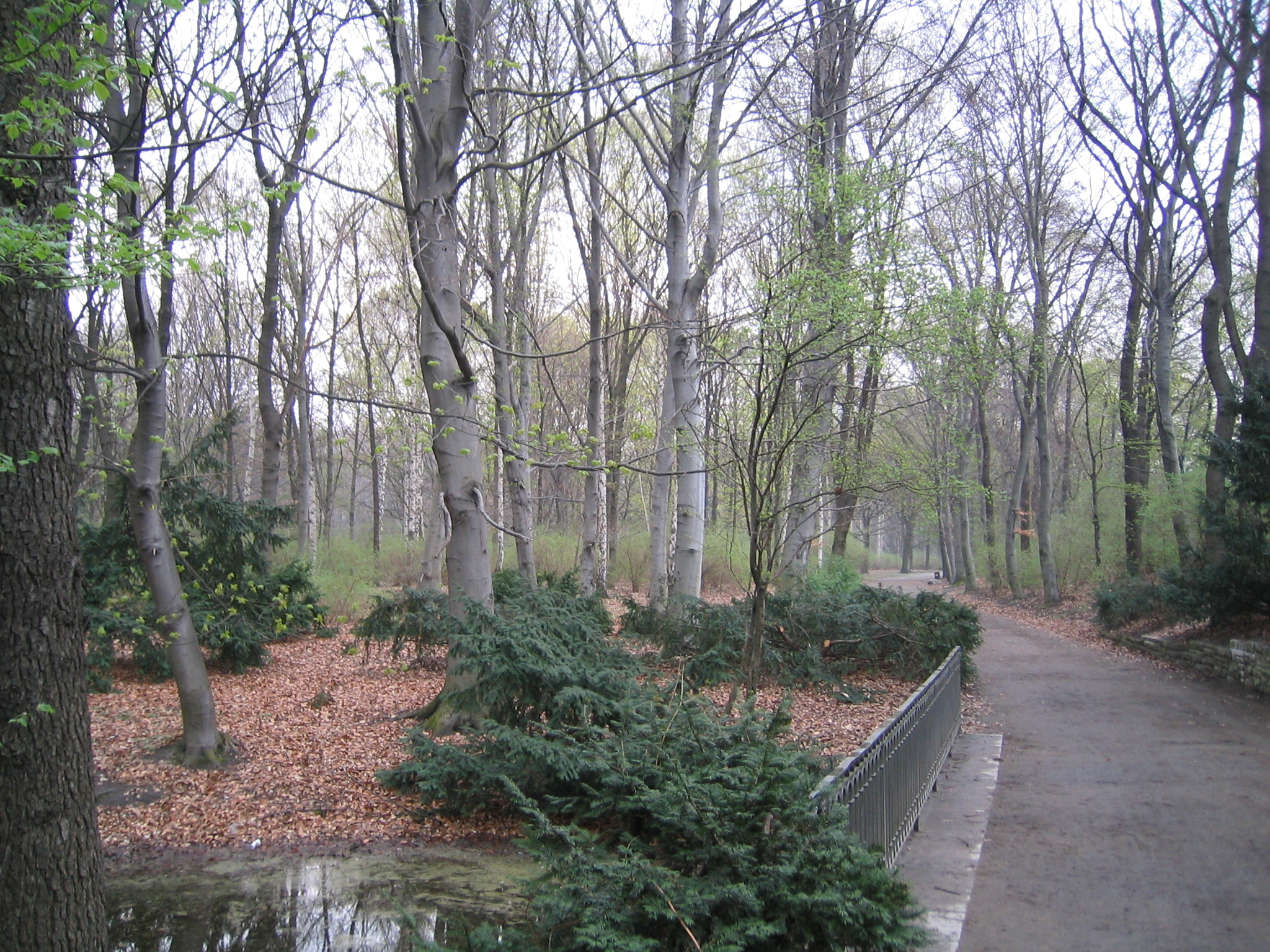
Großer Tiergarten, Berlin

W 1828 Lenné został jedynym dyrektorem Ogrodów, natomiast w 1845 dyrektorem generalnym Ogrodów Pruskich. Wówczas to przyjęty został w poczet honorowych członków berlińskiej Akademii Sztuk.
W 1840, krótko po objęciu tronu, król pruski Fryderyk Wilhelm IV zlecił Lennému projekt zagospodarowania przestrzennego Berlina. Jednym z jego największych osiągnięć w tej roli było zrealizowanie projektu kanału Luisenstädtischer, zbudowanego w 1852 pomiędzy kanałem Landwehr a Sprewą w Berlinie Kreuzbergu. Projekt bazował na planach szefa Urzędu Budowlanego Johanna Carla Ludwiga Schmida.
Mimo że związany z Berlinem i Poczdamem, Lenné nie zaniechał kontaktów ze swoimi ojczystymi stronami i znacząco przyczynił się do dalszego upiększenia Koblencji oraz tamtejszych terenów nad Renem, którymi zarządzał do 1861. Przywiązanie do swych dokonań nad Renem i Mozelą sprawiło również, że postanowił wybudować tu rezydencję (nazwaną na jego cześć Lenné-Haus), by spędzić w tym miejsce ostatnie lata życia. Zmarł jednak zanim udało mu się zrealizować to zamierzenie. Został pochowany na cmentarzu w dzielnicy Poczdamu Bornstedt.
Monumenty ku czci Lennégo znajdują się na terenie ogrodu botanicznego w Bonn, nad brzegiem Renu (Alter Zoll), w parku krajobrazowym w Petzow (będącym jego projektem), w parkach Feldafing oraz Kaiserin-Augusta-Anlagen w Koblencji. Współcześnie pomnik Lennégo dłuta Otto Webera-Hartla odsłonięto również w Bad Homburg vor der Höhe w Hesji. W Złotowie w obrębie parku Zwierzyniec znajduje się Aleja Petera Josepha Lennégo.

## Dzieła

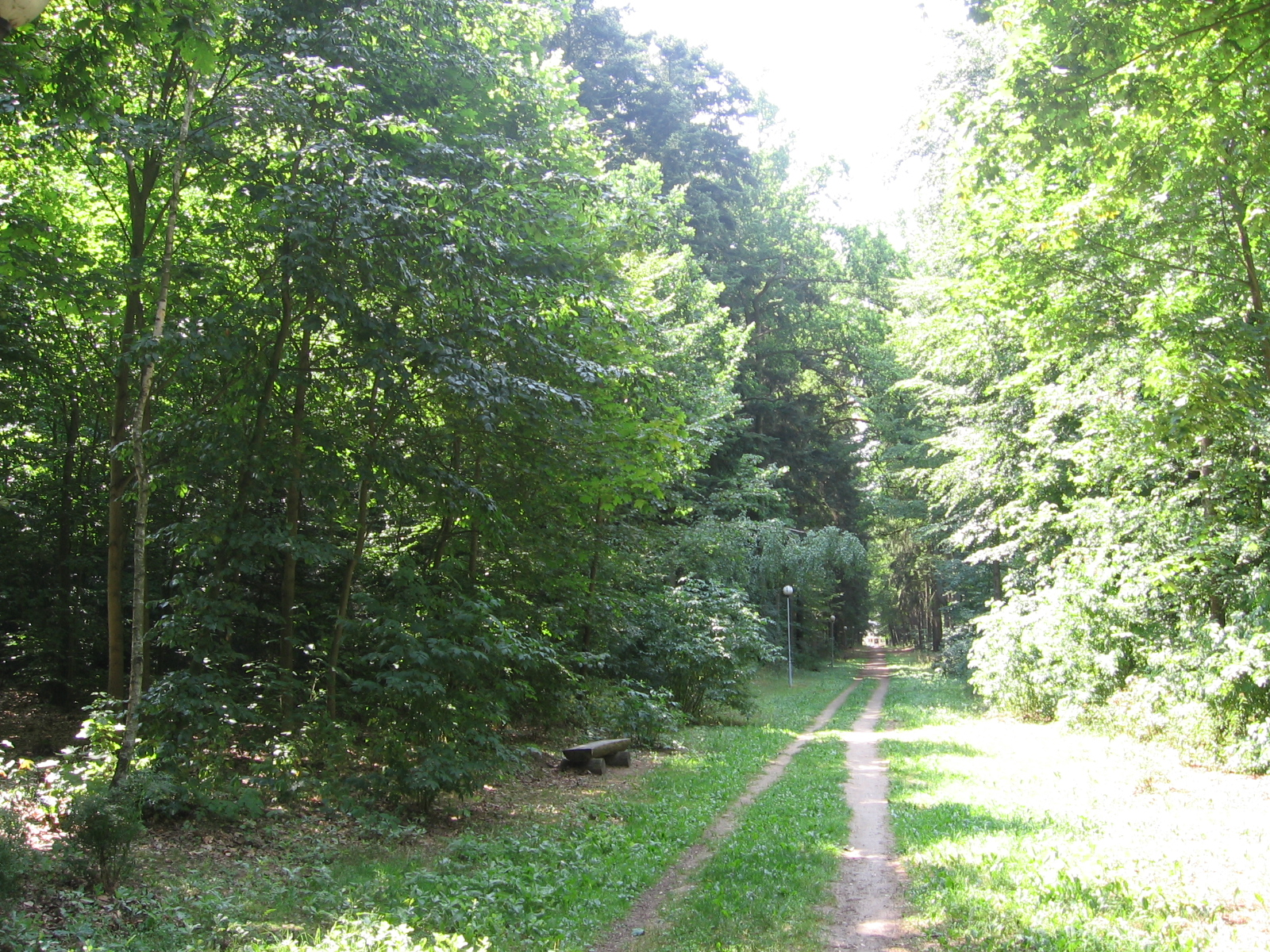
Park Zwierzyniec w Złotowie – Aleja Petera Josepha Lennégo

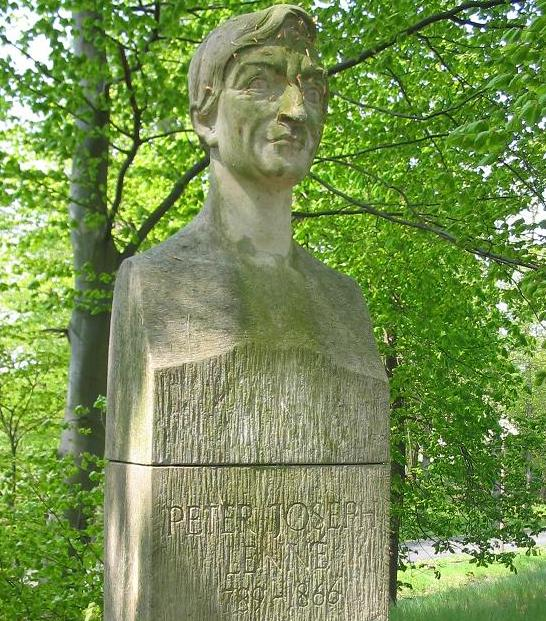
Popiersie Lennégo w Petzow

- park pałacowy Sanssouci w Poczdamie
- projekt kompleksu ogrodów Großer Tiergarten w Berlinie
- park Klein-Glienicke w Berlinie
- Park Zwierzyniec w Złotowie
- ogród pałacowy w Brühl
- ogród krajobrazowy przy pałacu w Neuhardenberg
- wyspa różana oraz Park Lennégo w Feldafing nad jeziorem Starnberger See
- ogród Klosterberge w Magdeburgu
- ogrody pałacu Caputh koło Poczdamu
- park krajobrazowy przy pałacu Petzow w Werder (Havel)
- projekt parku krajobrazowego w Blumbergu (dzielnica Ahrensfelde)
- projekt Landwehrkanal w Berlinie
- projekt kanału Luisenstädtischer w Berlinie
- projekt parku pałacowego Blankensee w Brandenburgu, obecnie nazywany parkiem Sudermann
- projekt parku zdrojowego w Bad Homburg vor der Höhe
- ogród zamkowy Liebenberg w północno-zachodnim Berlinie (opisany przez Theodora Fontanego, w powieści Fünf Schlösser)
- park krajobrazowy pałacu Wolfshagen
- park zamkowy w Trebnitz koło Müncheberga
- Park Lennégo we Frankfurcie nad Odrą
- Kaiserin-Augusta-Anlagen oraz park pałacowy księcia elektora w Koblencji
- park pałacowy w Kamieniu Wielkim (gmina Witnica)
- park miejski i ogród zdrojowy w Akwizgranie
- park zamkowy w Sinzig
- projekt parku zdrojowego w Bad Oeynhausen
- park zamkowy Fürstlich Drehna w Luckau
- park pałacowy w Zatoniu
- Park Zdrojowy w Świnoujściu
- osiedle Alexandrowka w Poczdamie
- park na Pawiej Wyspie w południowo-zachodnim Berlinie
- park wokół pałacu Sacrow w Poczdamie
- park wokół pałacu Lindstedt
- park wokół pałacyku myśliwskiego Glienicke